# Theronia laevigata
Theronia laevigata är en stekelart som först beskrevs av Tschek 1869.  Theronia laevigata ingår i släktet Theronia och familjen brokparasitsteklar. Enligt den finländska rödlistan är arten nationellt utdöd i Finland. Arten är reproducerande i Sverige. Artens livsmiljö är skogar. Utöver nominatformen finns också underarten T. l. nigra.